# Lei verrà/Show
Lei verrà/Show è un singolo del cantautore italiano Mango, pubblicato in formato 45 giri nel 1986 come estratto dal quinto album in studio Odissea.

## I brani
I brani sono stati scritti da Mango con Alberto Salerno. 

## Lato A
Lei verrà viene presentato nel 1986 al Trentaseiesimo Festival della Canzone Italiana. La canzone passa totalmente inosservata posizionandosi al quattordicesimo posto della graduatoria finale ma diventa un grande successo discografico conquistando il disco d'oro e raggiungendo la quarta posizione dei singoli più venduti, specialmente durante il periodo estivo dello stesso anno in cui lo stesso Mango ne farà anche una versione in coppia con Loretta Goggi , contenuta nell'album della suddetta C'è poesia. 
Divenne nota anche nel resto d'Europa, tant'è vero che fu fatto un video promozionale, girato in Spagna per il programma televisivo  comico-musicale tedesco Känguru trasmesso dalla ARD , in cui Mango canta dietro a tre termovalorizzatori su uno scoglio vicino a delle donne sedute in fila indiana su una spiaggia vicino a una rete piena di palloncini che alla fine volano nel cielo.
Lei verrà è stata utilizzata per le scene di apertura del film A cavallo della tigre (2002) di Carlo Mazzacurati, con Paola Cortellesi.
Alcune reinterpretazioni includono quelle di Giorgia nell'album Pop Heart (2018) e Wender in Alpaca (2010)

## Lato B
Show è il lato b del singolo, scritto dagli stessi autori e anch'esso inserito nell'album.

## Tracce
Lato A
1. Lei verrà – 4:00 (testo: Alberto Salerno – musica: Pino Mango; edizioni musicali Fonit-Cetra/Nisa)

Durata totale: 4:00
Lato B
1. Show – 4:00 (testo: Alberto Salerno – musica: Pino Mango; edizioni musicali Fonit-Cetra/Nisa)

Durata totale: 4:00

## Classifiche
| Classifica    | Posizione migliore |
| ------------- | ------------------ |
| Italia (FIMI) | 4                  |

## Versione di Giorgia
Il brano è stato reinterpretato da Giorgia nell'album di cover Pop Heart e pubblicato come quarto singolo il 19 aprile 2019.